# گونتر رایش
گونتر رایش (انگلیسی: Günter Reisch؛ ۲۴ نوامبر ۱۹۲۷ – ۲۴ فوریهٔ ۲۰۱۴) کارگردان فیلم و فیلم‌نامه‌نویس اهل آلمان بود.